# Clavularia crassa
Clavularia crassa är en korallart som förekommer i Medelhavet, från Egeiska havet till Gibraltarsundet, och ingår i släktet Clavularia och familjen Clavulariidae. Den tillhör den grupp koraller som brukar kallas mjukkoraller och är kolonibildande. Kolonierna brukar lika små buketter och består av vanligen av 30–50 individer (polyper). Polyperna är krämfärgade (vitaktiga) och cirka 10 mm höga och varje polyp har åtta tentakler, som är genomskinliga och 5–8 mm långa. Arten lever på 0–35 meters djup och livnär sig på zooplankton. Den beskrevs vetenskapligt först av Henri Milne-Edwards 1848.

## Kännetecken

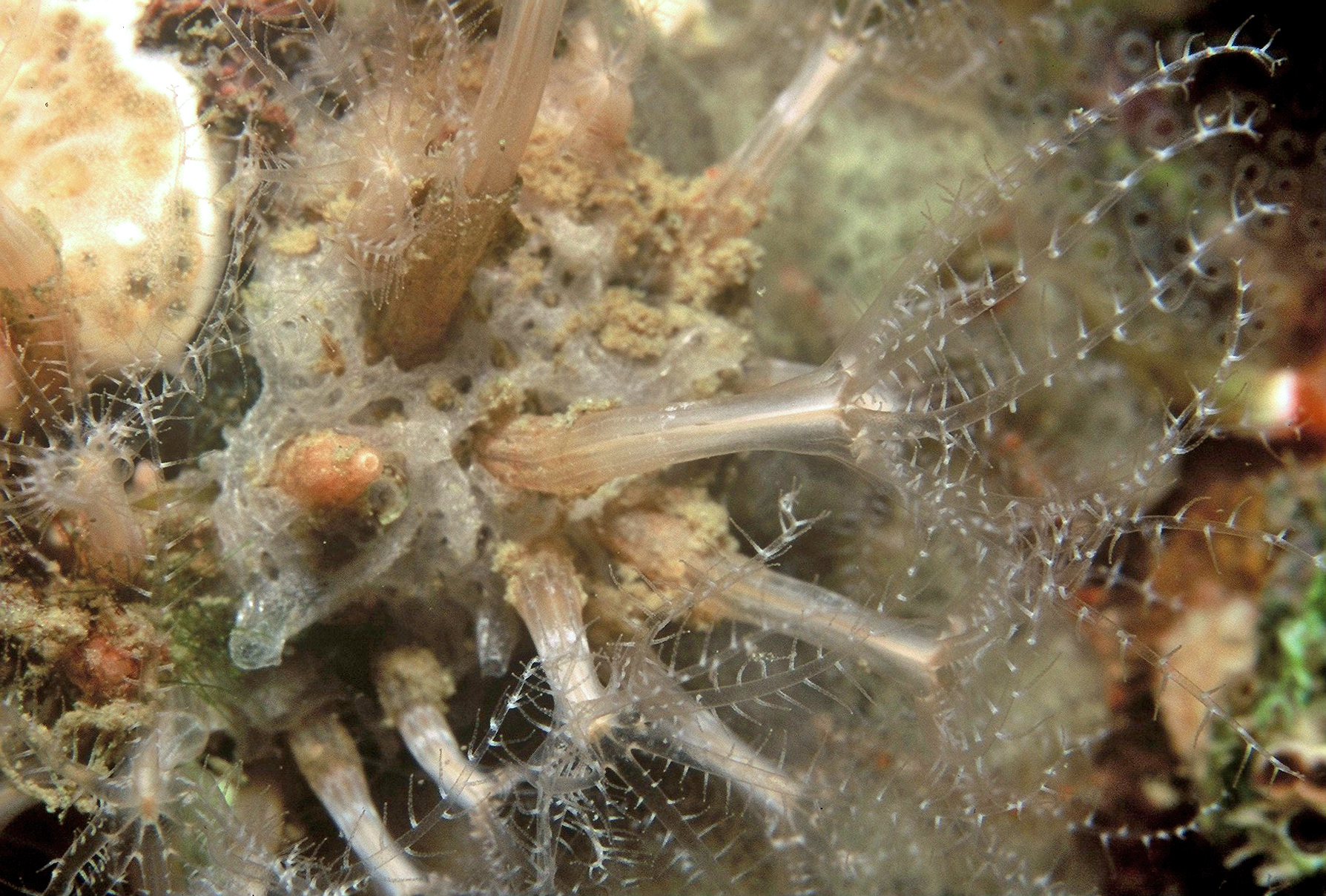
C. crassa, sedd från sidan.

C. crassa är kolonibildande. Kolonierna kan bestå av upp till 50 polyper, som sitter relativt nära varandra och är förbundna med varandra genom levande vävnad. Polyperna blir cirka 10 mm höga och 2 mm breda. Varje polyp har 8 tentakler (arten tillhör de åttastråliga koralldjuren). Tentaklerna är 5–8 mm långa. Polypens kropp är krämfärgad (vitaktig) med brunaktig till ljusorange bas, och samma färg har kolonins sammanbindande vävnad. Själva tentaklerna är genomskinliga med 10–16 par tunna sidogrenar (pinnula) som har vita prickar vid basen.
Korallen får stadga av skleriter, små inre skelettelement av kalciumkarbonat, som dels finns i den sammanbindade vävnanden, men också i polypernas kroppsväggar och i den del av polypen som bär upp munnen och tentaklerna, samt vid basen av pinnula.
Typiskt för arten är också att tentaklerna inte dras in så snabbt och att de inte heller helt kan dras in.

## Utbredning
Denna korall är vanlig i Medelhavet,  från Egeiska havet till Gibraltarsundet. Den förekommer österut ända till Marmarasjön och Svarta havet. Den finns i Adriatiska havet, Tyrrenska havet, Liguriska havet, västra Medelhavet (inkluderat runt Balearerna) och i Alboránsjön samt i Gibraltarsundet. Den har inte rapporterats från Levantinska sjön.
Arten har setts som endemisk för Medelhavet, men det finns också rapporter om att den kan förekomma vid Portugals atlantkust.

## Ekologi
En koloni av C. crassa kan leva fastsittande på andra koraller eller andra fastsittande djur, som svampdjur, eller på större alger och sjögräs, som Posidonia. Artens djupintervall är 0–35 meter. I östra Medelhavet (Egeiska havet) är den vanlig i sjögräsängar ned till 15 meters djup. I Adriatiska havet och runt Balearerna är den relativt vanlig på 15–35 meters djup. Arten föredrar vatten med måttlig eller lite bättre hydrodynamik (strömmar etc.) och ljusa eller delvis skuggade områden.

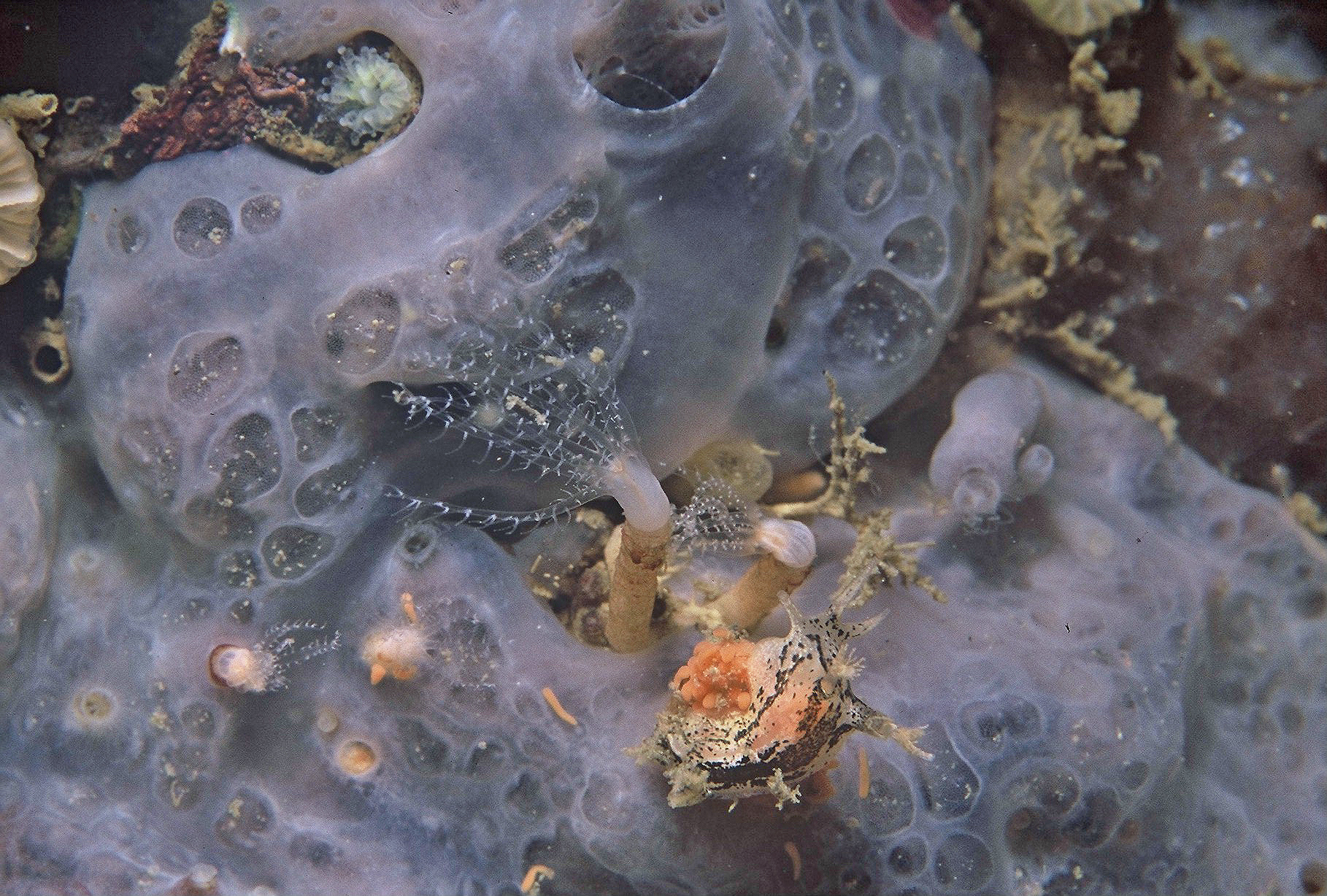
En nakensnäcka, Duvaucelia manicata, angriper ägg av C. crassa.

Arten livnär sig genom att fånga små bytesdjur som zooplankton och den är en suspensionsätare.
Den sexuella reproduktionen sker mellan juni och augusti. Arter har ett ganska speciellt beteende i samband med dess ägg släpps ut, då de ljusorangea äggen, efter att de stöts ut ur polypens mun, samlas ihop under polypens tentakler i en sorts äggsamling, ett beteende som kan liknas vid en sorts utvändig ruvning.
Vissa nakensnäckor, som Duvaucelia manicata, kan angripa korallens ägg.